# San Francisco La Unión
San Francisco La Unión är en kommunhuvudort i Guatemala.   Den ligger i departementet Departamento de Quetzaltenango, i den västra delen av landet, 110 km väster om huvudstaden Guatemala City. San Francisco La Unión ligger 2 726 meter över havet och antalet invånare är 1 170.
Terrängen runt San Francisco La Unión är kuperad. Runt San Francisco La Unión är det tätbefolkat, med 570 invånare per kvadratkilometer. Närmaste större samhälle är Quetzaltenango, 9,2 km söder om San Francisco La Unión. I omgivningarna runt San Francisco La Unión växer huvudsakligen savannskog.